# Podział administracyjny Wysp Owczych
Wyspy Owcze podzielone są na sześć regionów, które dzielą się na 34 gminy. Mimo sześciu regionów istnieje siedem okręgów wyborczych. Rząd Wysp Owczych próbuje łączyć gminy, a efektem jego działań było zredukowanie ich liczby w 2004 roku z 48.
| Region                 | Największe miasto | Zaludnienie | Powierzchnia | Położenie                                            |
| ---------------------- | ----------------- | ----------- | ------------ | ---------------------------------------------------- |
| Eysturoy               | Fuglafjørður      | 10 586      | 286,3 km²    | Wyspa Eysturoy                                       |
| Norðoyar (Norðoyggjar) | Klaksvík          | 6 000       | 241 km²      | Wyspy: Borðoy, Fugloy, Kalsoy, Kunoy, Svínoy i Viðoy |
| Sandoy                 | Sandur            | 1 454       | 124,8 km²    | Wyspy: Sandoy, Skúvoy i Stóra Dímun                  |
| Suðuroy                | Vágur             | 5 041       | 164,5 km²    | Wyspy: Suðuroy i Lítla Dímun                         |
| Streymoy               | Thorshavn         | 21 733      | 392,4 km²    | Wyspy: Koltur, Hestur, Nólsoy i Streymoy             |
| Vágar                  | Miðvágur          | 2 901       | 186,3 km²    | Wyspy: Mykines, Vágar                                |
| Wyspy Owcze łącznie    | Thorshavn         | 47 715      | 1395,3 km²   |                                                      |